# Union J
Union J — британский бой-бэнд, состоящий из 3 участников: Джоша Катберта, Джей Джея Хамблетта и Джейми Хенсли. Группа была сформирована в 2012 году на британском телешоу The X Factor, в девятом сезоне которого они заняли четвёртое место. Впоследствии они подписали договор о сотрудничестве со звукозаписывающим лейблом компании Sony Music Entertainment, RCA Records и выпустили свой дебютный альбом в октябре 2013 года.

## История

### 2012: Формирование иThe X Factor
Катберт и Хенсли впервые встретились во время учёбы в театральной школе Sylvia Young Theatre School в Вестминстере, Лондон. Позже к группе присоединился Хамблетт, и они назвали себя «Triple J», потому что их имена начинались на одну букву «J». В мае 2012 года трио и сольный исполнитель Джордж Шелли проходили прослушивания в Лондоне для 9 сезона шоу The X Factor. Triple J исполнили песню Рианны «We Found Love», а Шелли исполнил акустическую версию песни Бритни Спирс «Toxic», при этом играя на гитаре. Все четверо прошли в следующий тур, получив позитивные отзывы от всех судей.
В тренировочном этапе Шелли исполнил песню группы Labrinth «Earthquake», соревнуясь против девушек: Чарли Кэммиш Мэг О’Нейлл. Triple J сначала спели песню группы Maroon 5 «Moves Like Jagger», а затем, соревнуясь за место в следующем туре с группой District3 исполнили песню Криса Брауна «Yeah 3x». Все четверо не прошли в следующий тур. Однако менеджер группы Блэр Дрилан предложил продюсерам шоу вернуть Triple J, присоединив к ним Джорджа Шелли. Продюсеры приняли предложение и группа стала называться Union J.
Впервые группа выступила с кавером на песню Карли Рэй Джепсен «Call Me Maybe». Это дало им место в живых выступлениях, и они мгновенно оказались самыми популярными, согласно онлайн-опросу, в котором они получили 46 % голосов. На первой неделе живых выступлений Union J исполнили песню группы Queen «Don’t Stop Me Now» и заняли 4 место после Мелони, Дугласа и Хендерсон. На 4 неделе группа получила меньше всего зрительских голосов вместе с Джейд Эллис, но была спасена Гэри Барлоу, Николь Шерзингер и их наставником Луисом Уолшем. Группа снова оказалась в двойке худших на 6 неделе вместе с District3, но во второй раз была спасена Гэри Барлоу и Николь Шерзингер, а Уолш отказался голосовать, так как был наставником обеих групп. Union J оказались в двойке худших в третий на 8 неделе вместе с Кларком и были спасены Тулисой Контоставлос, Гэри Барлоу и Уолшем. Группа покинула шоу в полуфинале 2 декабря 2012 года, заняв 4 место. Позже они сообщили, что их песней победителя стал бы кавер на песню Деми Ловато «Skyscraper».
| Прослушивания        | We Found Love                  | Toxic                          | Свободный выбор                    | Тренировочный этап                          |
| Тренировочный этап 1 | Moves Like Jagger              | Earthquake                     | Тренировочное состязание           | Переименованы/Перегруппированы в дома судей |
| Тренировочный этап 2 | Yeah 3x                        |                                | Свободный выбор                    | Переименованы/Перегруппированы в дома судей |
| Дома судей           | Call Me Maybe                  | Call Me Maybe                  | Свободный выбор                    | Допущены к живым выступлениям               |
| Живое выступление 1  | Don't Stop Me Now              | Don't Stop Me Now              | Олимпийские игры                   | В безопасности (4 место)                    |
| Живое выступление 2  | Bleeding Love / Broken Strings | Bleeding Love / Broken Strings | Любовь и расставания               | В безопасности (7 место)                    |
| Живое выступление 3  | When Love Takes Over           | When Love Takes Over           | Клубная классика                   | В безопасности (8 место)                    |
| Живое выступление 4  | Sweet Dreams                   | Sweet Dreams                   | Хэллоуин                           | Двойка худших (8 место)                     |
| Живое выступление 5  | Love Story                     | Love Story                     | № 1                                | В безопасности (4 место)                    |
| Живое выступление 6  | Fix You                        | Fix You                        | Достояние Британии                 | Двойка худших (6 место)                     |
| Живое выступление 7  | Call Me Maybe                  | Call Me Maybe                  | Запретный плод                     | В безопасности (4 место)                    |
| Живое выступление 8  | The Winner Takes It All        | The Winner Takes It All        | АББА                               | Двойка худших (4 место)                     |
| Живое выступление 8  | I’ll Be There                  | I’ll Be There                  | Motown Records                     | Двойка худших (4 место)                     |
| Полуфинал            | Beneath Your Beautiful         | Beneath Your Beautiful         | Свободный выбор / Кто-то особенный | Исключены                                   |
| Полуфинал            | I’m Already There              | I’m Already There              | Свободный выбор / Финал            | Исключены                                   |

### 2013—наст. время: Дебютный альбом, пресса и тур
Union J впервые объявили, что подписали договор о звукозаписи с Sony Music Entertainment во время выступления в Кардиффе, Уэльс, 15 декабря 2012 года. Их дебютный сингл, «Carry You», был записан в Лондоне в январе 2013 года и выпущен в июне того же года, заняв 3 место в Великобритании. 28 января было объявлено, что Union J подписали контракт с RCA Records. В июне 2013 года фанатам было объявлено, что группа отправится в их первое турне по Великобритании, состоящее из 18 концертов с декабря 2013 года по январь 2014 года. Также группа объявила, что их дебютный студийный альбом выйдет 21 октября 2013 года. Union J выпустят автобиографию, сотрудничая с Penguin Books и Майклом Джозефом, приуроченную к релизу альбома 26 сентября 2013 года. Группа прокомментировала это так: «Мы очень рады работать с Penguin Books над нашей первой книгой, и мы не можем упустить шанс рассказать наши истории, начиная с того, как мы объединились и с чего начинали, заканчивая нашей жизнью после The X Factor».

## Участники

### Джей Джей Хамблетт
Дже́йми Пол Ха́мблетт (англ. Jamie Paul Hamblett) родился 25 мая 1988 года в Ньюмаркете (Суффолк). Вместе с Катбертом и Хенсли был участником группы Triple J. У него есть брат Эшли и сестра Отеа. Встречается с Катериной Лопес. 28 ноября 2013 года у пары родился сын Принстон Джей Александр Хамблетт.

### Джейми Хенсли
Дже́ймс Уи́льям Хе́нсли (англ. James William Hensley) родился 24 февраля 1990 года в Лутоне, Лондон. Вместе с Катбертом и Хамблеттом был участником группы Triple J. Его мать зовут Джеки Хенсли, а отца — Дэвид Хенсли. Есть брат Аарон. Хенсли — открытый гей и уже 4 года встречается с Олли Мармоном.

### Джош Катберт
Джо́шуа То́мас Джон Ка́тберт (англ. Joshua Thomas John Cuthbert) родился 28 июля 1992 года в Эскоте, Беркшир. Вместе с Хамблеттом и Хенсли был участником группы Triple J. Его мать зовут Кэтрин Браун, а отца — Грэм Катберт. Также у него есть брат Каллум и сестра Виктория. До того как стать участником Union J, Джош работал в компьютерном магазине, а также профессионально занимался футболом. Бывший менеджер группы The Wanted, Джейн Коллинс, предлагал Катберту присоединиться к группе, но он отказался из-за занятости в своей группе Replay. С января 2011 года по ноябрь 2014 года состоял в отношениях с Франческой (Чесс) Джонс (англ. Chess Jones). На данный момент встречается с британской моделью Хлои Ллойд (англ. Chloe Lloyd).

### Джордж Шелли
Джордж Пол Ше́лли (англ. George Paul Shelley) родился 27 июля 1993 года в Бристоле, Англия. Его мать зовут Тони Харрис, а отца — Доминик Шелли. У него есть 2 старших брата: Уилл Шелли и Том Харрис, младшая сестра Харриет Шелли, 3 младших брата: Лео, Арчи и Спенсер Шелли, а также 2 сводные сестры: Аннабель и Луиза Аллен. До того как стать участником Union J Шелли был школьником, а также работал в местной кофейне и магазине одежды.